# Ustad Ahmad Lahauri
Ustad Ahmad Lahauri est né en 1580 et est mort en 1649. C’est un architecte d'origine perse né à Lahore (actuel Pakistan)
Il est connu pour avoir été l'architecte principal du célèbre Taj Mahal d'Âgrâ, en Inde, dont les travaux commencèrent dans les années 1630,. Il a supervisé les travaux de ce monument en dirigeant une équipe d'architectes et des milliers d'ouvriers. Il pourrait être également l'auteur du Fort Rouge de Delhi, si l'on en croit le témoignage de son fils, le poète Lutf Allah Muhandis.